# Ana Hartmann
Ana Luísa Hartmann Hilgert, (Porto Alegre, 18 de Novembro de 1989) mais conhecida como Ana Hartmann, é atriz, diretora e cineasta brasileira. Tem carreira no teatro, no cinema, na televisão e no streaming.

## Carreira
Com uma trajetória artística de mais de 10 anos, iniciada pelos estudos da Técnica Meisner em Nova York (2009), Ana é mais conhecida pelo papel de Nina, uma das protagonistas da série da Netflix Reality Z (2020). Ana estudou com grandes nomes do teatro brasileiro como Antunes Filho, Zé Celso Martinez Corrêa e Maria Alice Vergueiro.
Estreou no teatro em 2013, atuando na peça "Cacilda !!!" no Teatro Oficina em São Paulo, companhia na qual a atriz trabalhou por sete anos e atuou em 8 peças. No mesmo ano, foi atriz participante da residência de Maria Alice Vergueiro e Luciano Chirolli do Grupo Pândega na SP Escola de Teatro. A partir de 2014, passou a atuar no Teatro Cemitério de Automóveis, recebendo o Prêmio Quem de Atriz Revelação no Teatro pela peça "Killer Joe", de Tracy Letts, dirigida por Mário Bortolotto.
Em 2018, realizou seu primeiro trabalho na televisão como Patrícia Pillar jovem na super-série da Globo "Onde Nascem os Fortes." Elogiada, começou uma trajetória que a levou a no mesmo ano ser selecionada para atuar na série Me Chama de Bruna (FOX), fazendo o papel de Marcinha, uma relevante coadjuvante da trama. No mesmo ano, também foi selecionada para participar da série de televisão "Feras" (MTV), dirigida por Teo Poppovic como a alcoólatra em reabilitação Zelda, e da série Hard (HBO), no papel de Cecília.
Em 2020, figura como uma das protagonistas da série "Reality Z", produzida pela Conspiração Filmes e dirigida por Cláudio Torres e Rodrigo Monte. A série se manteve no Top 10 da Netflix Brasil, Argentina, Filipinas, entre outros países, por mais de 10 dias, atingindo uma marca de considerável relevância.
Filmou, em 2020, o longa-metragem "O Pastor e o Guerrilheiro", com direção de José Eduardo Belmonte. Na obra, faz a personagem Marta, companheira de guerrilha de João (Johnny Massaro) na Guerrilha do Araguaia. O lançamento está previsto para 2021.
Em 2023, Ana estreia como diretora no curta “Meu Outro Nome é Luiza”, onde também atuou ao lado de Luiza Parisi. O filme é um documentário ensaístico sobre uma atriz (Parisi). "Dito assim, o plot não teria muito interesse se não fosse a alta capacidade da atriz principal de se autofabular, controlar sua imagem e, juntamente com a diretora, de inseri-la dentro de uma linhagem de imagens de atrizes que tanto motivaram imaginários pelo mundo afora." - extraído do texto curatorial da Mostra Formação da 26a. Mostra de Cinema de Tiradentes.

## Filmografia
Televisão
| 2016 | Me Chama De Bruna | Marcinha |
| 2016 | Folclore          | Livia    |
| 2019 | Feras             | Zelda    |
| 2020 | Reality Z         | Nina     |

Cinema
| 2020 | O Pastor e o Guerrilheiro | Helena    |
| 2023 | Meu outro nome é Luiza    | Ela mesma |